# Lydella scutellata
Lydella scutellata là một loài ruồi trong họ Tachinidae.